# Монастирський комплекс у Лежайську
Монастирський комплекс бернардинів у Лежайську (пол. Zespół Kościoła i Klasztoru Bernardynów w Leżajsku) — римо-католицький монастирський комплекс бернардинів у Лежайську в Підкарпатському воєводстві, що датується першою половиною XVII століття. Складається з барокової паломницької базиліки Благовіщення Пресвятої Богородиці, яка належить до монастиря бернардинів і має звання малої базиліки, церковного кладовища, оборонних стін з вежами та брамами, в межах яких є два подвір'я, та монастирського фільварку. У храмі є надзвичайно цінний орган лежайського бароко. 2005 року монастирський комплекс отців бернардинів був оголошений історичною пам'яткою.

## Історія

### базиліка

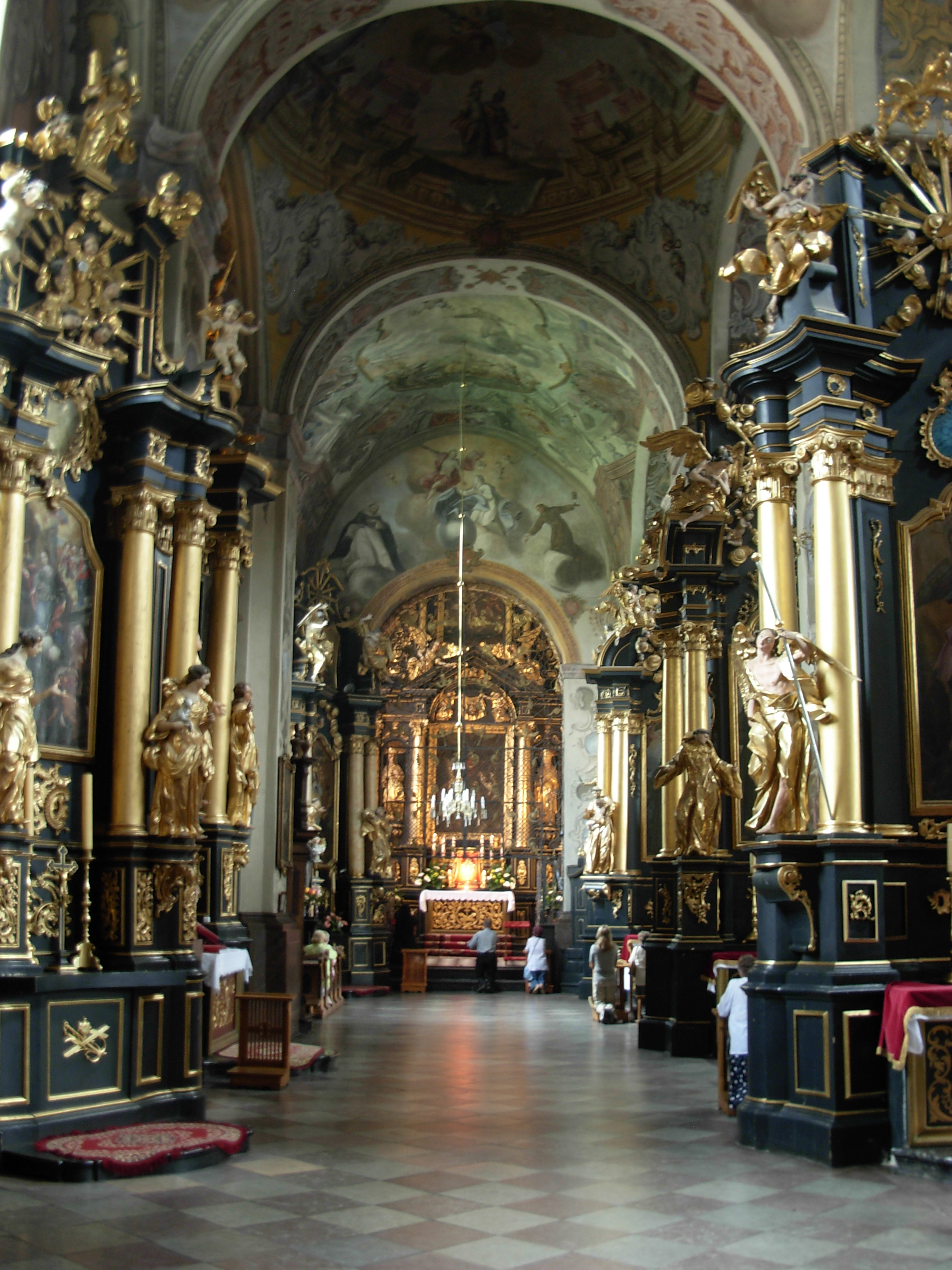

У 1608 році на запрошення перемишльського єпископа до Лежайська прибули бернардини. Сьогоднішній мурований костел був побудований у 1618—1628 роках завдяки попередній пожертві короля Сигізмунда III Вази за підтримки Лукаша Опалінського. Його творцем вважається Антоніо Пеллачіні, знаний як Італ — люблінський муляр італійського походження, який приїхав сюди з Любліна до 1624 року.
Довжина храму — 60 метрів, ширина — 26 метрів, висота вежі — 28 метрів. Внизу знаходиться склеп із 22 трунами, до якого можна зайти лише частково. Монастирське кладовище було закладене на півночі в 1910 році.
У 1657 році храм частково згорів під час вторгнення угорської армії Георгія II Ракоці, в 1670 році деякі оригінальні декоративні прикраси склепіння були знищені. У другій половині XVIII століття на їх місці були створені фрески львівських майстрів. 1752 року відбулася канонічна коронація образу Св. Марії. До цієї події ченці здійснили багато інвестицій. У 1891—1896 роках храм був ретельно відреставрований.
Під час воєнних подій 1915—1917 років Лежайський жіночий монастир був фортецею австрійської армії, яку обстрілювали російські війська. Наслідки руйнувань були ліквідовані лише в 1932 році.
У 1928 році папа Пій XI своїм указом від 10 липня того ж року надав храмові ранг Малої базиліки. Від початку свого існування і до сьогодні він був важливим центром релігійного життя, до якого тягнуться паломники з різних куточків Польщі та світу.

### органи
У базиліці Благовіщення Пресвятої Діви Марії встановлений орган XVII століття, що є однією з найцінніших пам'яток цього типу не лише в Польщі, а й у Європі. Його першим творцем був Станіслав Студзинський з Переворська, який працював над ним у 1680—1982 роках. Подальші вдосконалення були здійснені Яном Гловинським з Кракова в 1686—1693 роках, Олександром Жебровським у 1903—1905 роках та Роберт Полсі з Познані в 1965—1968 роках. Останні реставраційні роботи виконала французька компанія Manufacture Provençale d'Orgues та Адам Воланський у 2000—2003 роках.

### монастир і стіни

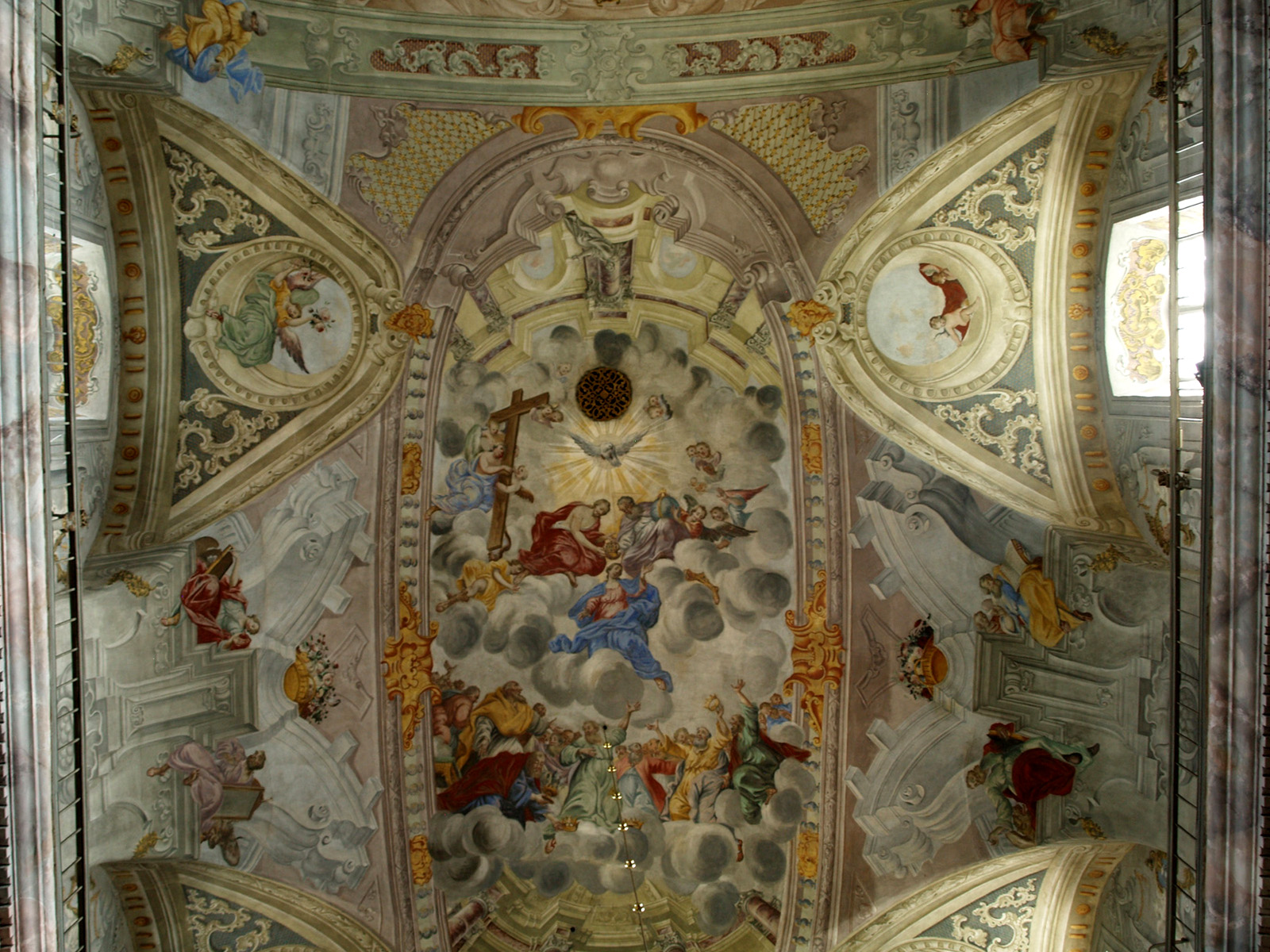
Фрески в базиліці
Благовіщення Пресвятої Богородиці

Будівля монастиря, ймовірно, була завершена в 1637 році. Через постійну небезпеку вторгнення ворогів у середині XVII століття, комплекс будівель бернардинів — як і инші великі будівлі на території Червоної Русі — був оточений укріпленнями, створеними у два етапи.
Як припускають, куртини оборонної стіни на захід та південь від храму встановлені у другій чверті XVII століття. Можливо, що сучасна стіна в 1726 році була перебудована — додано третій поверх. Зі сходу подвір'я відокремлене від монастирських садів внутрішніми стінами. У XVIII столітті на кутах західної куртини були забудовані дві триповерхові вежі.
Чудотворний образ Богоматері Втіхи з 1634 року був коронований у 1752 році. Для збагачення інтер'єру храму до цієї події бернардинці та заможні засновники — Грабінські та Потоцькі наймали художників та ремісників із провідного на той час мистецького центру, яким був тоді Львів.

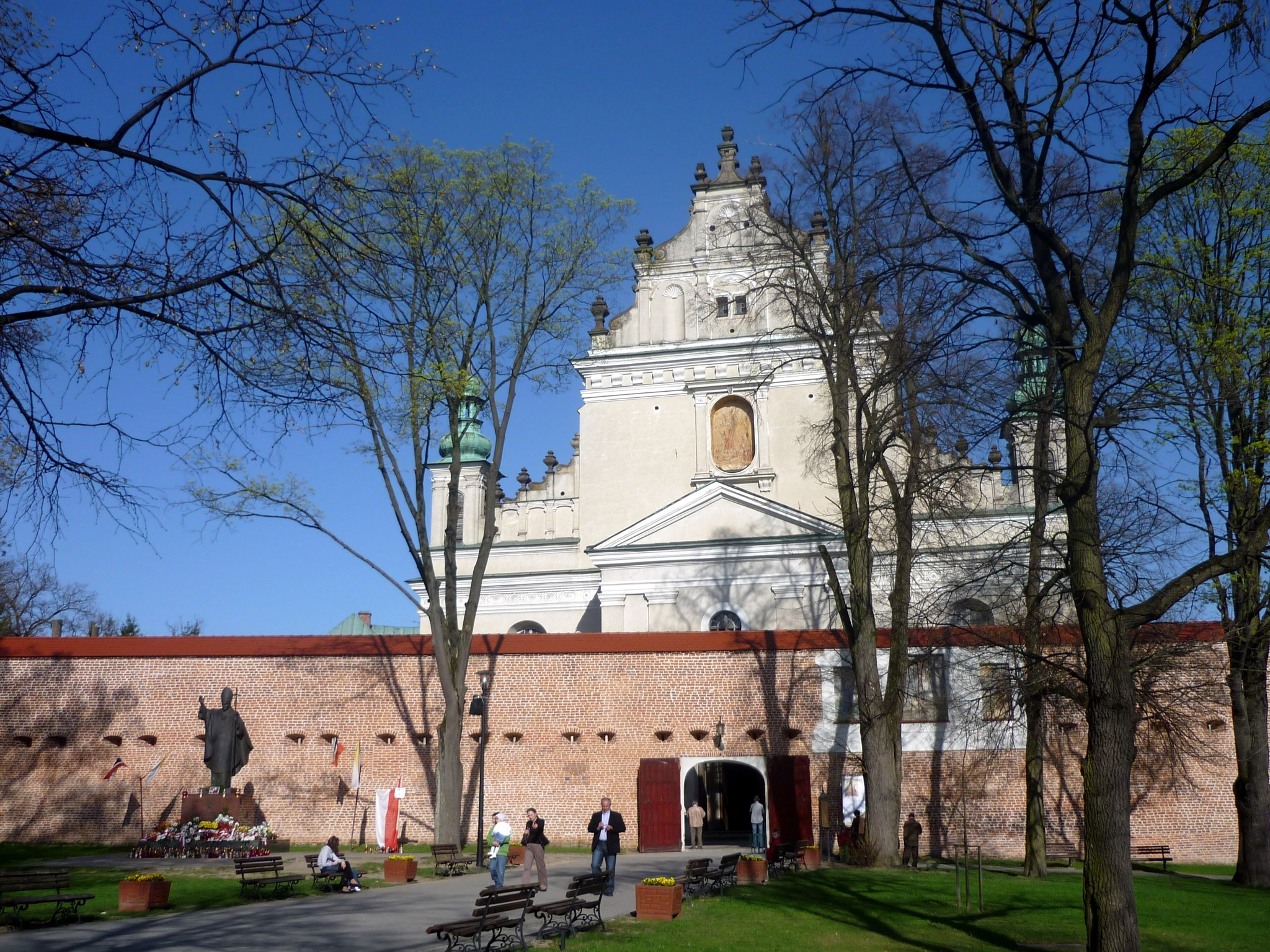
Базиліка і мур монастиря

Культурна роль монастирського комплексу у Лежайську набула сьогодні додаткового значення — тут є монастирський музей, пов'язаний з діяльністю ордена бернардинів, і щороку тут відбуваються міжнародні фестивалі органної музики.